# Fundusz Gwarantowanych Świadczeń Pracowniczych
Fundusz Gwarantowanych Świadczeń Pracowniczych – fundusz utworzony w 1994 w celu ochrony płac pracowników przed utratą wynagrodzenia spowodowaną niewypłacalnością pracodawcy. Jest państwowym funduszem celowym. Podstawę prawną stanowi Ustawa o ochronie roszczeń pracowniczych w razie niewypłacalności pracodawcy z dnia 13 lipca 2016 o ochronie roszczeń pracowniczych w razie niewypłacalności pracodawcy (Dz.U. z 2025 r. poz. 433) 

## Historia
FGŚP początkowo posiadał osobowość prawną. Od dnia 1 stycznia 2012 r. Fundusz Gwarantowanych Świadczeń Pracowniczych stał się jednak państwowym funduszem celowym w rozumieniu ustawy z dnia 27 sierpnia 2009 r. o finansach publicznych (Dz.U. z 2022 r. poz. 1634), która wprowadziła nowe zasady działania oraz zmianę statusu tych funduszy, w wyniku której utraciły one osobowość prawną. Szczegóły dotyczące sposobu i terminu wprowadzenia powyższej zmiany określają zapisy ustawy z dnia 27 sierpnia 2009 r. Przepisy wprowadzające ustawę o finansach publicznych (Dz.U. z 2009 r. nr 157, poz. 1241, z późn. zm.) – przepisy art. 70 oraz art. 91 i 99 ww. ustawy.
Działalność FGŚP finansowana jest ze składek płaconych przez pracodawców, windykacji oraz innych dochodów. Pobór składek jest realizowany przez Zakład Ubezpieczeń Społecznych.

## Roszczenia zaspokajane przez Fundusz
Ze środków Funduszu zaspokajane są roszczenia dotyczące:
1. wynagrodzenia za pracę;
2. wynagrodzenia za czas niezawinionego przez pracownika przestoju, za czas niewykonywania pracy (zwolnienia od pracy) i za czas innej usprawiedliwionej nieobecności w pracy;
3. wynagrodzenia za czas, kiedy pracownik był niezdolny do pracy, ze względu na chorobę;
4. wynagrodzenia za okres urlopu;
5. odprawy pieniężnej należnej wskutek rozwiązania umowy o pracę bez winy pracownika;
6. ekwiwalentu pieniężnego za urlop należny za rok kalendarzowy, w którym ustał stosunek pracy oraz za rok bezpośrednio go poprzedzający,
7. odszkodowania (art. 361 § 1 Kodeksu pracy);
8. dodatku wyrównawczego;
9. składek na ubezpieczenia społeczne.

## Niewypłacalność pracodawcy
Zgodnie z ustawą niewypłacalność pracodawcy zachodzi, gdy sąd upadłościowy, opierając się na przepisach prawa upadłościowego wyda postanowienie o:
1. ogłoszeniu upadłości pracodawcy;
2. otwarciu postępowania restrukturyzacyjnego,
3. oddaleniu wniosku o ogłoszenie upadłości pracodawcy, jeżeli jego majątek nie wystarcza nawet na zaspokojenie kosztów postępowania;
4. oddaleniu wniosku o ogłoszenie upadłości w razie stwierdzenia, że majątek pracodawcy jest obciążony hipoteką lub zastawem w taki sposób, że pozostała część jego majątku nie pokryje kosztów postępowania.

Niewypłacalność pracodawcy występuje również w sytuacjach związanych z:
a) rozwiązaniem spółki – w przypadku wydania przez sąd orzeczenia o jej rozwiązaniu (art. 8 ust. 1 pkt 3 ww. ustawy),
b) wykreśleniem działalności gospodarczej w ewidencji działalności gospodarczej z powodu braku środków finansowych (art. 8 ust. 1 pkt 6 cytowanej ustawy).
Z niewypłacalnością mamy również do czynienia, gdy jeden z sądów lub właściwych organów sądowych Unii Europejskiej wyda:
1. orzeczenie o wszczęciu postępowania upadłościowego dotyczącego zagranicznego przedsiębiorcy lub orzeczenie o zaniechaniu tego działania ze względna brak odpowiedniej ilości środków, z których pracodawca mógłby pokryć koszty postępowania;
2. orzeczenie o ogłoszeniu upadłości przedsiębiorcy zagranicznego, gdy roszczenia ograniczone do majątku znajdującego się w granicach Polski[3].